# Đại Việt sử ký tiền biên
Đại Việt sử ký tiền biên là bộ sử biên niên gồm 17 quyển, viết bằng chữ Hán do Ngô Thì Sĩ biên soạn, Ngô Thì Nhậm hiệu đính. Bộ sử này được khắc in năm 1800, dưới triều đại nhà Tây Sơn.

## Nội dung, bố cục
Sách chép lịch sử từ Hồng Bàng đến hết thời thuộc Minh, chia thành 2 phần: ngoại kỉ từ Hồng Bàng đến Ngô sứ quân gồm 7 quyển; bản kỉ từ nhà Đinh đến hết thuộc Minh, gồm 10 quyển. Phần đầu sách liệt kê danh sách các sử gia: Lê Văn Hưu, Phan Phu Tiên, Ngô Sĩ Liên, Lê Tung, Nguyễn Nghiễm, Ngô Thì Sĩ. Bình luận các sự kiện và nhân vật, người biên soạn có trích lời bàn của các sử gia trên, riêng bài tổng luận của Lê Tung được in toàn bộ.

## Vai trò của Ngô Thì Sĩ
Trong các nhân vật ở thế kỷ XVIII, Ngô Thì Sĩ được Phan Huy Chú đánh giá là người có "Học vấn sâu rộng, văn chương hùng sĩ, làm rạng rỡ cho tông phái nho gia, là một đại gia ở Nam Châu (Sơn Nam Thượng).
Ngô Thì Sĩ là một người từng phụ trách những công việc quan trọng như thay mặt triều đình giám sát việc thi hành hình pháp ở địa phương, trấn lĩnh vùng biên giới, phát hiện, phanh phui những điều sai trái trong triều chính... Qua hàng loạt các bài biểu, bài khải Ngô Thì Sĩ việt tâu lên triều đình chứng tỏ ông là nhà chính trị có tầm nhìn xa rộng, có tâm huyết và có nhiều ý tưởng cải cách nền chính trị đương thời với mong muốn làm cho xã hội ổn định, nhân dân được sống lao động yên vui.
Trên lĩnh vực sử học, ông là một sử gia nổi tiếng, Việt sử tiêu án, Đại Việt sử ký tiền biên của ông là hai công trình có giá trị lớn, ở đó thể hiện rõ Ngô Thì Sĩ là nhà sử học vừa có tinh thần làm việc khoa học cẩn trọng, có nhiều phát hiện mới và suy nghĩ riêng, vừa có ngòi bút viết sử sinh động, lôi cuốn người đọc. Ông còn góp phần cải chính khá nhiều sai lầm trong Đại Việt sử ký toàn thư và kể cả Bắc sử như Lương thư.
Chẳng hạn như việc trong Toàn thư, Ngô Sĩ Liên đã theo Lê Văn Hưu ngày trước mà coi Triệu Đà là vị vua chính thống, được xếp thành một kỷ gọi là Triệu kỷ. Ngô Sĩ Liên đã từng nhắc lại lời Lê Văn Hưu tán tụng công đức của Triệu Đà: "Triệu Vũ đế khai thác đất Việt ta mà tự xưng đế, trong nước đối ngang với nhà Hán, gửi thư xưng là lão phụ, là người mở đầu cơ nghiệp đế vương cho nước Việt ta, công ấy cũng to lắm vậy"
Trong Đại Việt sử ký tiền biên, Ngô Thì Sĩ không coi Triệu Đà là vị vua chính thống, thời kỳ Triệu Đà nắm quyền không phải thời kỳ tự chủ mà là thời kỳ Ngoại thuộc, do đó, ông chép thành kỷ "Ngoại thuộc Triệu Vũ đế". Ngô Thì Sĩ đã nói "Không nhận Đà là vua, là để cho nước ta thành một nước riêng đấy"[...] "Triệu Đà đời Tần chỉ là một quan lệnh. Nhân nhà Tần loạn chiếm cứ đất Lưỡng Quảng. Lưu, Hạng đang tranh địa vị ở Trung Nguyên, chưa rỗi tính đến đất Lĩnh Nam. Sau khi nhà Hán ổn định Cao Tổ cũng thấy chán ghét binh đao, chán công trạng. Văn đế nối ngôi lại càng ngại dùng vũ lực… Đà nhân đấy buộc Mân Việt, Tây Âu phải lệ thuộc vào mình, xưng là "Hoàng Đế" để đề cao mình cho khác biệt. Song tự biết sức mình không địch nổi nhà Hán…bèn bỏ hiệu để tự xưng là bề tôi, dâng lễ công để làm vừa lòng nhà Hán, càng thấy rõ chỗ quỹ quyệt của Đà… Các nhà làm sử như Lê Văn Hưu, Ngô Sĩ Liên lấy công mở đầu nghiệp đế mà quy cho Đà … Hết sức tán dương đức khiêm tốn của Đà là sai đấy… Đà chiếm Ngũ Lĩnh, chỉ khổ vì lòng tham không biết thế nào là đủ, lại tiêu diệt An Dương mà thôn tính đất đai, truyền được vài đời, rồi mất. Bản đồ sổ sách thuộc nước cũ của An Dương phải nhập vào nhà Hán do đó nước ta thành nguồn lợi cho Trung Quốc… nước ta ngoại thuộc vào Triệu, nên nội thuộc vào nhà Hán, cho mãi đến đời Đường quốc thống bị đoạn tuyệt, suy nguồn gốc người đầu tiên gây nên tai vạ không phải Đà thì còn ai ? Hơn nữa, Đà đặt nước ta làm quận huyện, chỉ biết tịch thu đất đai, vơ vét thuế má, chỉ cốt đầy ngọc bích cho nhà Hán, chất túi Lục Giả có đủ nghìn vàng. Còn như giáo hóa phong tục, không mảy may để ý đến. Trải qua hàng trăm năm đất nước chỉ là lệ thuộc… Lê Văn Hưu đặt phép chép sử đó, lập lối nghị luận đó, Ngô Sĩ Liên theo lối hiểu nông cạn đó mà không sửa đổi, cho đến bài Tổng luận của Lê Tung, thơ vịnh sử của Đặng Minh Khiêm cùng nhau ca tụng cho Đà là bậc vua giỏi của nước mình. Đến nay đã trải hàng nghìn năm không ai cải chính, bởi vậy tôi phải luận thật sâu"[...]
"Cho nên tiếc Ngũ Lĩnh, là tiếc cái sau khi bà Trưng mất, chứ không đáng tiếc cái trước khi Triệu Đà mất".
Điều này đã được các nhà nghiên cứu Việt Nam  tán đồng và ngày nay đã trở thành quan điểm chính thống của giới sử học Việt Nam về nhà Triệu.
Xem thêm: Vấn đề chính thống của nhà Triệu
Hay như vấn đề Sĩ Nhiếp. Ngô Sĩ Liên đề cao Sĩ Nhiếp và đặt thời ông cai trị làm một kỷ là Sĩ Vương kỷ và viết " Nước ta thông thi thư, quen lễ nhạc, thành một nước văn hiến là bắt đầu từ Sĩ Vương. Công đức ấy chẳng những chỉ thấy ở đương thời, mà còn truyền mãi đến đời sau, há chẳng lớn sao?".
Ngô Thì Sĩ không gọi Sĩ Nhiếp là Sĩ Vương, không xếp thành một kỷ "Sĩ Vương". Ông cho rằng "Nhiếp chỉ là hạng quan thú mục, chỉ đáng xếp vào kỷ nội thuộc". "Nhiếp tuy có tài, nhưng là người phương Bắc đến nhận mệnh làm thái thú; Nhiếp tuy có học vấn, giải sách Xuân thu, nhưng chỉ là để cho bản thân chứ chưa từng dạy dân trong nước, thực ra chưa bằng Tích Quang, Nhâm Diên. Hai ông Tích Quang, Nhâm Diên cũng chưa được chép riêng thành ký huống là Sĩ Nhiếp, cho nên tôi đã tước bỏ đi, cho vào kỷ nội thuộc theo lệ quan thú mục".
Đây cũng đã là quan điểm chính thống hiện nay của giới sử học Việt Nam.
Đóng góp của tác giả trên phương diện sử luận cũng rất to lớn. Họ Ngô đã cố ý tập hợp lời bàn của nhiều sử gia nổi tiếng như Lê Văn Hưu đời Trần, Phan Phu Tiên, Ngô Sĩ Liên, Lê Tung, Nguyễn Nghiễm đời Lê và chủ yếu lời bàn của chính tác giả. Mỗi sự việc xảy ra, mỗi đời vua, mỗi triều đại, mỗi nhân vật v.v… tác giả đều có những lời bàn xác đáng, lý luận chặt chẽ, lời lẽ đanh thép. Tất cả có tới 467 lời bàn. Sau mỗi triều đại đều có tổng luận, trong đó khen chê rõ ràng, khiến người đọc có thể tóm tắt được lịch sử của cả một triều đại.
Về cuộc nổi dậy chiếm cứ Hoan Châu của Mai Hắc Đế, Ngô Thì Sĩ đã phê phán cách nhìn của sử cũ (Lê Văn Hưu) và ông nói rõ quan điểm của mình: "Đương lúc nội thuộc, Mai Hắc Đế ở Nam Đường khởi binh chiếm giữ châu, không chịu sự trói buộc của bọn quan lại bạo ngược, cũng là tay lỗi lạc trong bực thổ hào. Thành công thì có Lý Bôn, Triệu Quang Phục; không thành công thì có Phùng Hưng, Mai Thúc Loan. Họ đáng được biểu dương. Nhưng sử cũ lại chép là "tướng giặc" là sai lắm".
Về cuộc khởi nghĩa của Hai Bà Trưng, tác giả hết lời biểu dương sự nghiệp của hai nữ anh hùng này. "Không gì khó thu phục bằng lòng người, không gì khó tập hợp bằng thế nước, lại càng không gì khó bằng một phụ nữ mà tập hợp được nhiều nam giới làm người đồng chí với mình. Nước Nam nội thuộc đã từ lâu… Bà Trưng là một đàn bà góa vấn tóc vùng lên, con trai trong nước đều cúi đầu chịu sự chỉ huy của bà, quan chức hơn 50 thành cũng phải nín hơi không dám chống cự… Tiếng tăm của bà chấn động cả Man Di, Hoa Hạ; cơ nghiệp mở mang của bà khuấy động cả đất trời. Ôi ! Thật anh hùng thay!".
Về chiến thắng của Lý Thường Kiệt, Ngô Thì Sĩ cũng đánh giá cao: "Cho nên tôi cho là chiến dịch ở Châu Ung, Châu Liêm là võ công bậc nhất từ trước tới nay. Lý Thường Kiệt là một hoạn quan lập được công trạng thần kỳ, người Tống phải hổ thẹn với ta nhiều lắm. Xét thấy chiến dịch này nước ta tỏ rõ được binh uy. Người Tống cho là nước ta đang mạnh muốn lấy ân ý mà vỗ về. Từ đó những lễ nghi tiến công và hình thức giấy tờ không dám trách móc hà khắc, chỉ sợ trái ý ta lại sinh thù hận".
Đối với cách chép sử của các sử gia đời trước, Ngô Thì Sĩ cũng mạnh dạn phê phán nhiều sai lầm của họ. Ví dụ trong "Ngoại kỷ thuộc Triệu", ông nói: "Xét thấy một thời đại ngoại thuộc họ Triệu, sử cũ chép từ Vũ đế đến Thục Dương Vương đều phỏng theo sử nhà Hán mà biên chép thành sách.. Đà thuộc Hán, Giao Nam ta lại thuộc Đà, nên những hiện tượng tương ứng với Đà cũng đã không đáng ghi rồi, huống gì nhà Hán chép những biến dị của mặt trời và sao là để giúp cho việc chiêm nghiệm chứ liên quan gì đến Đà; nay đã nhầm mà đưa Đà vào hệ quốc thống, lại theo đấy mà bắt chước sự ghi chép của sử Hán cốt cho đầy sách sử, không xem xét có đúng hay không. Như thế thì đáng gọi là "dã" chứ không đáng là "sử"… sao có thể ghi chép nhầm như thế được. Cho nên tôi tước bỏ đi".
Trong kỷ nhà Lý, Ngô Thì Sĩ cũng nêu lên một số nhận xét phê phán: "Trong khoảng hơn 200 năm nhà Lý dựng chùa xây tháp, hết thảy các việc thờ Phật đều chép to chép đặc cách. Người biên soạn không biết đó là rườm rà, người hiệu đính cũng theo lối hủ lậu đó. Thật không đúng phép làm sử".
Ông phê phán sách chép sử của Lê Văn Hưu: "Lê Văn Hưu, rất tin điềm lành, thấy sự việc ghi trong lịch ngày của thời đại trước là ghi chép vào sử sách. Thế mà điển chương pháp lệnh của một thời đại thì không ghi. Rõ ràng là không đúng phép làm sử".
Một giá trị đặc biệt nữa của Đại Việt sử ký tiền biên là tác giả đã tra cứu bổ sung được khá nhiều sự kiện, cải chính được khá nhiều sai sót của sử cũ mà chính bộ Khâm định Việt sử thông giám cương mục đã công nhận và bổ biên sửa chữa.
Ví dụ như:
Tất cả các sách sử của ta đều chép "Bà Trưng đã lấy được 65 thành ở Lĩnh Nam". Đại Việt sử ký tiền biên đã cải chính: "… Tổng cộng là 56 thành, sử cũ theo sử nhà Hán lầm là 65 thành, cho nên cải chính". Trong sách ông đã liệt kê từng thành và cộng lại là 56 thành. Về cái chết của Lý Nam Đế, ông đã vạch trần sự xuyên tạc của sử nhà Lương như sau: "Nói vua Lý Nam Đế ở trong động Khuất Liêu bị người trong động giết cắt tai dâng nhà Lương là nói khoác đấy".

## Bản in và bản dịch
Bộ sử được in lần đầu tiên vào năm 1800, niên hiệu Cảnh Thịnh thời Tây Sơn (bản này hiện nay chưa tìm được). Bản in ngày nay còn giữ được ở Phòng Bảo quản của Viện Nghiên cứu Hán Nôm, thư viện của trường Đại học Tổng hợp, thư viện Viện Sử học và một vài tủ sách của tư gia là những bản được in vào đầu đời Nguyễn trên cơ sở ván khắc cũ của thời Tây Sơn có đục bớt một vài chữ như "Bắc Thành", "Cảnh Thịnh"…
Năm 1997, Nhà xuất bản Khoa học xã hội cho dịch và xuất bản Đại Việt sử ký tiền biên.